# Tachov
Tachov (in tedesco Tachau) è una città della Repubblica Ceca, capoluogo del distretto omonimo, nella regione di Plzeň.